# طحالب حيمورية فوقية
الطحالب الحيمورية الفوقية (الاسم العلمي: Metarhodophytina) هي شعيبة من النباتات الحمراء تتبع شعبة الطحالب الحمراء.

## التصنيف
- المعثنانية
  - المعثنيات
    - المعثنات